# Airone Pallavolo 2005-2006
Questa voce raccoglie le informazioni riguardanti l'Airone Pallavolo nelle competizioni ufficiali della stagione 2005-2006.

## Stagione
La stagione 2005-06 è per l'Airone Pallavolo, sponsorizzato dal Primaidea.com, la seconda consecutiva in Serie A1; in panchina viene confermato Giuseppe Cuccarini, sostituito poi a campionato in corso dal vice Bruno Napolitano, mentre la rosa della squadra viene completamente stravolta rispetto all'annata precedente con la sola conferma del libero Valentina Conte: tra i principali arrivi quelli di Áurea Cruz, Barbara De Luca, Elke Wijnhoven e, a metà stagione, Heather Bown.
In campionato, il girone di andata, è un monologo di sconfitte: la squadra di Tortolì chiude la prima parte del torneo all'ultimo posto in classifica, con soli due punti, guadagnati per aver portato al tie-break il Volley Club Padova ed il Santeramo Sport. Nel girone di ritorno la situazione non cambia ed il club riesce a conquistare un solo punto, a seguito della sconfitta per 3-2 contro la Pallavolo Sirio Perugia: con soli tre punti conquistati al termine della regular season e l'ultimo posto in classifica, la squadra retrocede in Serie A2.
Tutte le formazioni partecipanti alla Serie A1 2005-06 sono qualificate di diritto alla Coppa Italia; nel torneo l'Airone Pallavolo riesce a conquistare l'unica vittoria dell'intera stagione, ossia quella per 3-2 nell'andata degli ottavi di finale contro il Volley 2002 Forlì: tuttavia il club emiliano, vince la gara di ritorno per 3-0, superando il turno grazie ad un migliore quoziente set, eliminando la squadra sarda.

## Organigramma societario
Area direttiva
- Presidente: Antonello Nieddu

Area tecnica
- Allenatore: Giuseppe Cuccarini (fino al 30 gennaio 2006), Bruno Napolitano (dal 30 gennaio 2006)
- Allenatore in seconda: Bruno Napolitano
- Scout man: Efisio Asoni

Area sanitaria
- Medico: Domenico Lerede
- Fisioterapista: Luca Murru

## Rosa
| N° | Nome                 | Ruolo | Data di nascita  | Nazionalità sportiva |
| -- | -------------------- | ----- | ---------------- | -------------------- |
| 1  | Elvira Savostianova  | S     | 5 agosto 1974    | Italia               |
| 2  | Elisabetta Caffarena | C     | -                | Italia               |
| 2  | Roberta Collu        | C     | -                | Italia               |
| 2  | Alice Marci          | C     | -                | Italia               |
| 2  | Michela Vargiu       | C     | -                | Italia               |
| 3  | Valeria Rosso        | C     | 24 ottobre 1981  | Italia               |
| 4  | Cristiana Spano      | P     | 5 febbraio 1976  | Italia               |
| 5  | Simona Ferranti      | C     | 7 dicembre 1980  | Italia               |
| 6  | Moira Loddo          | C     | -                | Italia               |
| 6  | Noemi Puddu          | C     | -                | Italia               |
| 6  | Serena Cau           | C     | -                | Italia               |
| 6  | Giulia Accardo       | C     | -                | Italia               |
| 7  | Elke Wijnhoven       | L     | 3 gennaio 1981   | Paesi Bassi          |
| 8  | Áurea Cruz           | S     | 10 gennaio 1982  | Porto Rico           |
| 9  | Claudia Pintore      | S     | 2 agosto 1982    | Italia               |
| 10 | Beatrice Zanotti     | C     | 19 luglio 1976   | Italia               |
| 11 | Kamila Frątczak      | S     | 25 novembre 1979 | Polonia              |
| 12 | Stefania Muggironi   | C     | -                | Italia               |
| 14 | Riëtte Fledderus     | P     | 18 ottobre 1977  | Paesi Bassi          |
| 15 | Barbara De Luca      | S     | 19 luglio 1975   | Italia               |
| 16 | Valentina Conte      | L     | 18 giugno 1979   | Italia               |
| 17 | Heather Bown         | C     | 29 novembre 1978 | Stati Uniti          |
| 18 | Melania Raffone      | C     | -                | Italia               |

## Mercato
| Acquisti | Acquisti             | Acquisti             | Acquisti   |
| R.       | Nome                 | da                   | Modalità   |
| -------- | -------------------- | -------------------- | ---------- |
| C        | Giulia Accardo       | ?                    | definitivo |
| C        | Heather Bown         | Santeramo            | definitivo |
| C        | Elisabetta Caffarena | ?                    | definitivo |
| C        | Serena Cau           | ?                    | definitivo |
| C        | Roberta Collu        | ?                    | definitivo |
| S        | Áurea Cruz           | Llaneras de Toa Baja | definitivo |
| S        | Barbara De Luca      | Giannino Pieralisi   | definitivo |
| C        | Simona Ferranti      | Villanterio          | definitivo |
| P        | Riëtte Fledderus     | Reggio Emilia        | definitivo |
| S        | Kamila Frątczak      | Modena               | definitivo |
| C        | Moira Loddo          | ?                    | definitivo |
| C        | Alice Marci          | ?                    | definitivo |
| C        | Stefania Muggironi   | ?                    | definitivo |
| S        | Claudia Pintore      | ?                    | definitivo |
| C        | Noemi Puddu          | ?                    | definitivo |
| C        | Melania Raffone      | ?                    | definitivo |
| C        | Valeria Rosso        | Robursport Pesaro    | definitivo |
| S        | Elvira Savostianova  | Castelfidardo        | definitivo |
| P        | Cristiana Spano      | Forlì                | definitivo |
| C        | Michela Vargiu       | ?                    | definitivo |
| L        | Elke Wijnhoven       | Forlì                | definitivo |
| C        | Beatrice Zanotti     | Aragona              | definitivo |

| Cessioni | Cessioni             | Cessioni            | Cessioni   |
| R.       | Nome                 | a                   | Modalità   |
| -------- | -------------------- | ------------------- | ---------- |
| C        | Manuela Caponi       | Forlì               | definitivo |
| S/O      | Agata Karczmarzewska | Tulica              | definitivo |
| P        | Maria Likhtenchtein  | Dauphines Charleroi | definitivo |
| S        | Tat'jana Men'šova    | Altamura            | definitivo |
| P        | Elisa Muri           | Asystel             | definitivo |
| S        | Nataša Osmokrović    | Asystel             | definitivo |
| C        | Valeria Rosso        | Forlì               | definitivo |
| S        | Elvira Savostianova  | Virtus Roma         | definitivo |
| L        | Mirela Sesti         | ?                   | definitivo |
| C        | Branka Sekulić       | ?                   | definitivo |
| P        | Alica Székelyová     | Santeramo           | definitivo |
| C        | Meika Wagner         | Robur Tiboni Urbino | definitivo |

## Risultati

### Serie A1

#### Girone di andata
| 1ª giornata - 9 ottobre 2005 PalaEvangelisti, Perugia        | Sirio Perugia      | 3 - 0 | Airone            | 25-12, 25-15, 25-12               |
| 2ª giornata - 12 ottobre 2005 PalaITC, Tortolì               | Airone             | 1 - 3 | Vicenza           | 25-27, 25-20, 16-25, 21-25        |
| 3ª giornata - 16 ottobre 2005 PalaITC, Tortolì               | Airone             | 1 - 3 | Bergamo           | 15-25, 25-23, 19-25, 17-25        |
| 4ª giornata - 30 ottobre 2005 PalaArcella, Padova            | Club Padova        | 3 - 2 | Airone            | 25-14, 19-25, 25-10, 15-25, 15-10 |
| 5ª giornata - 6 novembre 2005 PalaITC, Tortolì               | Airone             | 1 - 3 | Chieri            | 25-21, 17-25, 24-26, 15-25        |
| 6ª giornata - 27 novembre 2005 PalaCasoria, Casoria          | Arzano             | 3 - 0 | Airone            | 25-19, 25-23, 25-16               |
| 7ª giornata - 4 dicembre 2005 PalaCooper, Santeramo in Colle | Santeramo          | 3 - 2 | Airone            | 22-25, 15-25, 25-21, 25-12, 15-11 |
| 8ª giornata - 11 dicembre 2005 PalaITC, Tortolì              | Airone             | 0 - 3 | Robursport Pesaro | 13-25, 23-25, 9-25                |
| 9ª giornata - 17 dicembre 2005 PalaDalLago, Novara           | Asystel            | 3 - 0 | Airone            | 25-15, 25-17, 25-22               |
| 10ª giornata - 8 gennaio 2006 PalaITC, Tortolì               | Airone             | 0 - 3 | Forlì             | 23-25, 23-25, 13-25               |
| 11ª giornata - 15 gennaio 2006 PalaTriccoli, Jesi            | Giannino Pieralisi | 3 - 1 | Airone            | 22-25, 25-23, 25-12, 25-19        |

#### Girone di ritorno
| 12ª giornata - 22 gennaio 2006 PalaITC, Tortolì                    | Airone            | 2 - 3 | Sirio Perugia      | 21-25, 20-25, 33-31, 26-24, 10-15 |
| 13ª giornata - 25 gennaio 2006 Palasport Città di Vicenza, Vicenza | Vicenza           | 3 - 0 | Airone             | 25-18, 25-17, 25-18               |
| 14ª giornata - 29 gennaio 2006 PalaNorda, Bergamo                  | Bergamo           | 3 - 0 | Airone             | 25-18, 29-27, 25-19               |
| 15ª giornata - 5 febbraio 2006 PalaITC, Tortolì                    | Airone            | 0 - 3 | Club Padova        | 24-26, 18-25, 12-25               |
| 16ª giornata - 18 febbraio 2006 PalaMaddalene, Chieri              | Chieri            | 3 - 1 | Airone             | 25-18, 25-13, 17-25, 25-14        |
| 17ª giornata - 26 febbraio 2006 PalaITC, Tortolì                   | Airone            | 0 - 3 | Arzano             | 17-25, 23-25, 11-25               |
| 18ª giornata - 5 marzo 2006 PalaITC, Tortolì                       | Airone            | 0 - 3 | Santeramo          | 18-25, 24-26, 9-25                |
| 19ª giornata - 12 marzo 2006 PalaDionigi, Sant'Angelo in Lizzola   | Robursport Pesaro | 3 - 0 | Airone             | 25-14, 33-31, 25-12               |
| 20ª giornata - 19 marzo 2006 PalaITC, Tortolì                      | Airone            | 0 - 3 | Asystel            | 19-25, 17-25, 19-25               |
| 21ª giornata - 26 marzo 2006 PalaGalassi, Forlì                    | Forlì             | 3 - 0 | Airone             | 27-25, 25-17, 25-17               |
| 22ª giornata - 2 aprile 2006 PalaITC, Tortolì                      | Airone            | 0 - 3 | Giannino Pieralisi | 25-27, 14-25, 22-25               |

### Coppa Italia

#### Fase a eliminazione diretta
| Ottavi di finale (andata) - 1º novembre 2005 PalaITC, Tortolì   | Airone | 3 - 2 | Forlì  | 25-23, 17-25, 25-21, 22-25, 15-11 |
| Ottavi di finale (ritorno) - 8 dicembre 2005 PalaGalassi, Forlì | Forlì  | 3 - 0 | Airone | 25-21, 25-22, 27-25               |

## Statistiche

### Statistiche di squadra
| Competizione | Punti | In casa | In casa | In casa | In trasferta | In trasferta | In trasferta | Totale | Totale | Totale |
| Competizione | Punti | G       | V       | P       | G            | V            | P            | G      | V      | P      |
| ------------ | ----- | ------- | ------- | ------- | ------------ | ------------ | ------------ | ------ | ------ | ------ |
| Serie A1     | 3     | 11      | 0       | 11      | 11           | 0            | 11           | 22     | 0      | 22     |
| Coppa Italia | -     | 1       | 1       | 0       | 1            | 0            | 1            | 2      | 1      | 1      |
| Totale       | -     | 12      | 1       | 11      | 12           | 0            | 12           | 24     | 1      | 23     |

G = partite giocate; V = partite vinte; P = partite perse

### Statistiche dei giocatori
| Giocatore       | Serie A1 | Serie A1 | Serie A1 | Serie A1 | Serie A1 | Coppa Italia | Coppa Italia | Coppa Italia | Coppa Italia | Coppa Italia | Totale | Totale | Totale | Totale | Totale |
| Giocatore       | P        | PT       | AV       | MV       | BV       | P            | PT           | AV           | MV           | BV           | P      | PT     | AV     | MV     | BV     |
| --------------- | -------- | -------- | -------- | -------- | -------- | ------------ | ------------ | ------------ | ------------ | ------------ | ------ | ------ | ------ | ------ | ------ |
| G. Accardo      | -        | -        | -        | -        | -        | -            | -            | -            | -            | -            | -      | -      | -      | -      | -      |
| H. Bown         | 13       | 143      | 115      | 21       | 7        | -            | -            | -            | -            | -            | 13     | 143    | 115    | 21     | 7      |
| E. Caffarena    | -        | -        | -        | -        | -        | -            | -            | -            | -            | -            | -      | -      | -      | -      | -      |
| S. Cau          | -        | -        | -        | -        | -        | -            | -            | -            | -            | -            | -      | -      | -      | -      | -      |
| R. Collu        | -        | -        | -        | -        | -        | -            | -            | -            | -            | -            | -      | -      | -      | -      | -      |
| V. Conte        | 20       | -        | -        | -        | -        | 2            | -            | -            | -            | -            | 22     | -      | -      | -      | -      |
| Á. Cruz         | 9        | 121      | 110      | 7        | 4        | 2            | 27           | 24           | 3            | 0            | 11     | 148    | 134    | 10     | 4      |
| B. De Luca      | 15       | 148      | 137      | 8        | 3        | 2            | 30           | 28           | 2            | 0            | 16     | 178    | 165    | 10     | 3      |
| S. Ferranti     | 1        | 0        | 0        | 0        | 0        | -            | -            | -            | -            | -            | 1      | 0      | 0      | 0      | 0      |
| R. Fledderus    | 18       | 46       | 30       | 9        | 7        | 2            | 9            | 5            | 3            | 1            | 20     | 55     | 35     | 12     | 8      |
| K. Frątczak     | 17       | 243      | 217      | 16       | 10       | 1            | 6            | 6            | 0            | 0            | 18     | 249    | 223    | 16     | 10     |
| M. Loddo        | -        | -        | -        | -        | -        | -            | -            | -            | -            | -            | -      | -      | -      | -      | -      |
| A. Marci        | -        | -        | -        | -        | -        | -            | -            | -            | -            | -            | -      | -      | -      | -      | -      |
| S. Muggironi    | -        | -        | -        | -        | -        | -            | -            | -            | -            | -            | -      | -      | -      | -      | -      |
| C. Pintore      | 13       | 16       | 11       | 0        | 5        | 0            | 0            | 0            | 0            | 0            | 13     | 16     | 11     | 0      | 5      |
| N. Puddu        | -        | -        | -        | -        | -        | -            | -            | -            | -            | -            | -      | -      | -      | -      | -      |
| M. Raffone      | -        | -        | -        | -        | -        | -            | -            | -            | -            | -            | -      | -      | -      | -      | -      |
| V. Rosso        | 7        | 65       | 51       | 11       | 3        | 2            | 29           | 20           | 6            | 3            | 9      | 94     | 71     | 17     | 6      |
| E. Savostianova | 5        | 54       | 48       | 5        | 1        | 1            | 10           | 9            | 0            | 1            | 6      | 64     | 57     | 5      | 2      |
| C. Spano        | 8        | 3        | 2        | 0        | 1        | 1            | 0            | 0            | 0            | 0            | 9      | 3      | 2      | 0      | 1      |
| M. Vargiu       | -        | -        | -        | -        | -        | -            | -            | -            | -            | -            | -      | -      | -      | -      | -      |
| E. Wijnhoven    | 21       | 84       | 76       | 3        | 5        | 2            | -            | -            | -            | -            | 23     | 84     | 76     | 3      | 5      |
| B. Zanotti      | 22       | 153      | 92       | 43       | 18       | 2            | 9            | 7            | 2            | 0            | 24     | 162    | 99     | 45     | 18     |

P = presenze; PT = punti totali; AV = attacchi vincenti; MV = muri vincenti; BV = battute vincenti